# Tauber Werth
Die Tauber Werth ist eine Insel im Mittelrhein bei Oberwesel im Rhein-Hunsrück-Kreis. Sie gehört zu einer Reihe von Rheininseln zwischen Bingen und Koblenz.

## Geographische Lage
Die Tauber Werth gehört zur Gemarkung von Oberwesel. Sie liegt in Höhe von Rheinkilometer 550,9–551,2 auf 200 Meter Länge und bis zu 60 Meter Breite linksrheinisch vom Hauptfahrwasser. Die Größe der Insel hängt stark vom Pegelstand des Rheins ab. Die Höhe der Insel beträgt etwa 69 Meter. Die Insel ist nicht begehbar. Wegen ihres felsigen Charakters wird die Insel und deren Umfeld zu den Untiefen des Rheins gezählt. Schon 1965 erfolgte eine Rheinvertiefung nahe der Insel.

## Natur
Die Felseninsel bietet nur wenig Raum für ein Vegetation. Trotzdem konnte sich, auch wegen tendenziell längerer Niedrigwasserphasen des Rheins zunehmend Buschwerk mit niedrigen Bäumen ansiedeln.

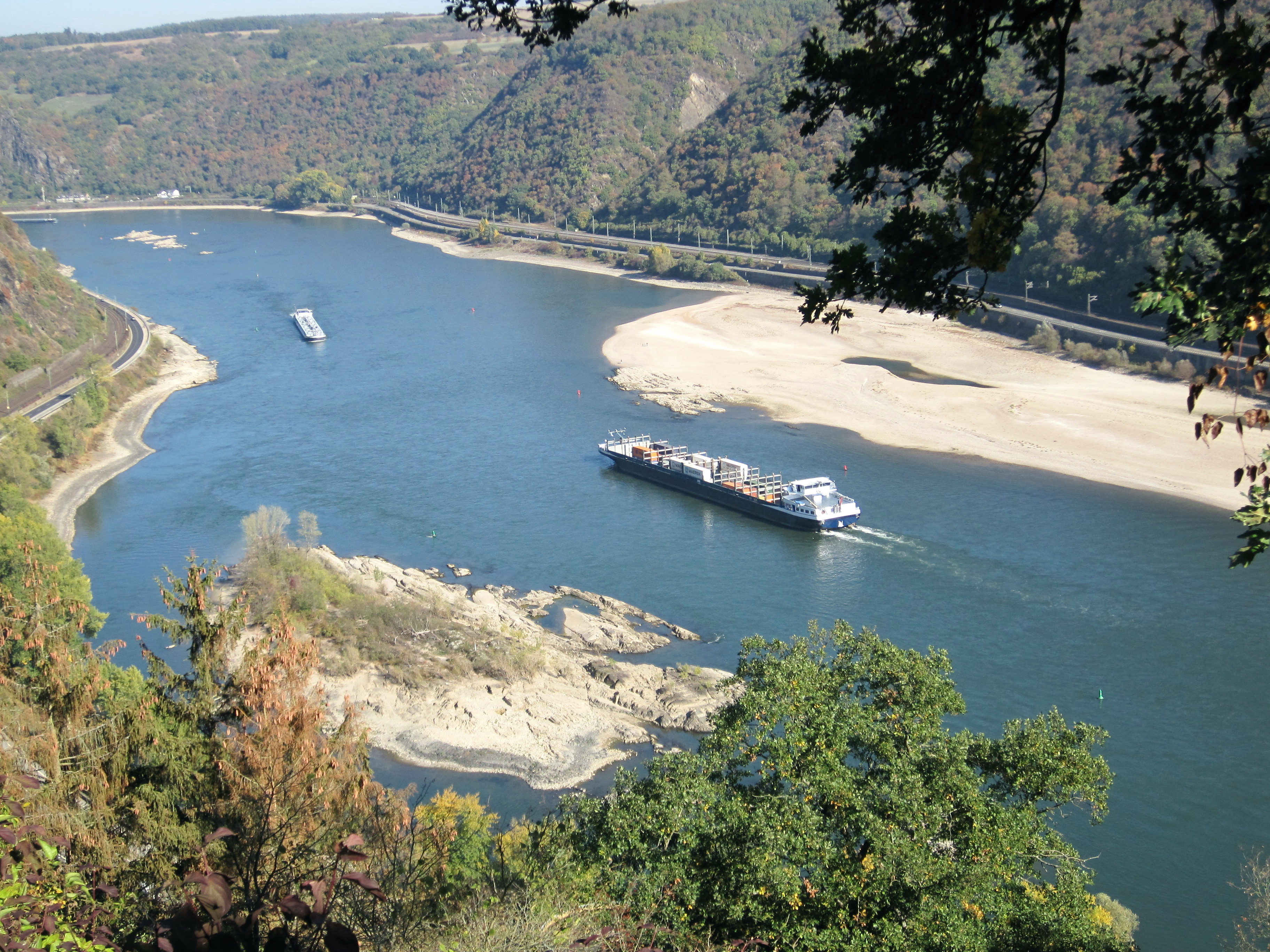
Tauber Werth bei Niedrigwasser (Oktober 2018)